# Phygadeuon laticinctus
Phygadeuon laticinctus là một loài tò vò trong họ Ichneumonidae.